# Draaijerij
Draaijerij of Draaierij was een gehucht in de gemeente Westerwolde in de Nederlandse provincie Groningen. Het lag aan de Pekel A tussen Winschoterzijl en Winschoterhogebrug in het zuidwesten en De Bult en Klein-Ulsda in het noordoosten. Het gehucht had een aparte wegverbinding (de Pastorieweg) met Blijham, die parallel liep aan het Pastoriediep. De naam is waarschijnlijk afkomstig van het feit dat schepen in een nabijgelegen bochten van de Pekel A moesten laveren. 
Het gehucht wordt voor het eerst afgebeeld op drie kaarten uit 1634, 1641 en 1651, waar een soort herberg staat getekend. In 1719 stonden er meerdere huizen in de omgeving van het gehucht Drajerie. Tussen Draaijerij en De Bult lag het gehucht Plattenburg (1823) met twee huizen. Op een gedrukte kaart uit 1672 wordt deze laatste plek afgebeeld als een hoogte met drie bomen en de naam Dreyers Bult. Kennelijk lag hier eerder - net als bij De Bult - een verhoging (bult), die was opgeworpen als vluchtplaats voor het vee op de kwelders.
Het gehucht werd grotendeels tot het kerspel Bellingwolde gerekend. Het omvatte rond 1900 een vijftal huizen, een winkel en een poldermolen. De achtkante poldermolen werd gebouwd in 1834 als een van de vijf poldermolens voor de bemaling van de polder Blijham van het waterschap Reiderland en deed dienst tot 1931, waarna hij werd afgebroken. Eind jaren '60 zijn de laatste woningen afgebroken in het kader van de kanalisatie van de Pekel A en de ruilverkaveling Blijham-Bellingwolde en vervangen door enkele bosschages.
Dorpen: Barnflair · Bellingwolde · Blijham · Bourtange · Jipsingboertange · Oudeschans · Over de Dijk · Sellingen · Ter Apel · Ter Apelkanaal · Veelerveen · Vlagtwedde · Vriescheloo · Wedde · Wedderheide · Zandberg (deels)

Buurtschappen: Agodorp · Borgertange · Borgerveld · Bovenstreek · De Bouwte · De Bruil · De Bult · Den Ham · De Heemen · De Lethe · De Maten · De Oerde · De Straat (Engelkes) · Draaijerij · Ellersinghuizen · Hanetange · Harpel · Hoorn · Hoornderveen · Jipsingboermussel · Jipsinghuizen · Kielhuppen · Klein-Ulsda · Klontjebuurt · Koudehoek · Lammerweg · Laude · Lauderbeetse · Lauderzwarteveen · Laudermarke · Leemdobben · Lieskemeer · Loosterheide · Lutje Ham · Lutjeloo · Morige · Munnekemoer · Nienoordstreekje · Oosteinde · Overdiep · Pallert · Plaggenborg · Poldert · Renneborg · Rhederbrug · Rhederveld · Rijsdam · Roelage · 't Schot · Sellingerbeetse · Sellingerzwarteveen · Slegge · Stakenborg · Stobben · Ter Borg · Ter Haar · Ter Walslage · Ter Wisch · Tjabbesstreek · Veele · Veendijk · Veerste Veldhuis · Verbindingsweg · Vlagtwedder-Veldhuis · Vogelzang · Voorwold · Wedderbergen · Wedderveer · Weende · Weite · Wessingtange · Westeind · De Westert · Winschoterhogebrug (deels) · Winschoterzijl (deels) · Wollingboermarke · Wollinghuizen · Zuidveld · Zandstroom

Groningen: Steden en dorpen      Nederland: Provincies · Gemeenten